# Razisea ericae
Razisea ericae är en akantusväxtart som beskrevs av Gottfried Wilhelm Johannes Mildbraed och D.C. Wasshausen. Razisea ericae ingår i släktet Razisea och familjen akantusväxter. Inga underarter finns listade i Catalogue of Life.